# House of Saddam
House of Saddam är en brittisk-amerikansk dramaserie från 2008 om Saddam Husseins regim och i synnerhet dess fall. Serien fokuserar mycket på de konfliktfyllda och spända relationerna i den närmsta familjekretsen runt diktatorn. Den sändes första gången på BBC i Storbritannien i fyra delar mellan 30 juli och 20 augusti 2008 och har sedan dess sänts i flera länder. 

## Skådespelare
- Yigal Naor som Saddam Hussein, President av Irak (1979–2003)
- Shohreh Aghdashloo som Sajida Khairallah Talfah, Saddams första fru
- Philip Arditti som Uday Hussein, Saddams första son
- Mounir Margoum som Qusay Hussein, Saddams andra son
- Agni Scott som Raghad Hussein, Saddams äldsta dotter
- Shivani Ghai som Rana Hussein, Saddams andra dotter
- Amber Rose Revah som Hala Hussein, Saddams yngsta dotter
- Christine Stephen-Daly som Samira Shahbandar, Saddams andra fru
- Amr Waked som Lieutanant General Hussein Kamel al-Majid, gift med Raghad Hussein
- Said Taghmaoui som Barzan Ibrahim, Saddams halvbror
- Uri Gavriel som General Ali Hassan "Chemical Ali" al-Majid
- Said Amadis som General Adnan Khairallah
- Makram Khoury som Tariq Aziz
- Daniel Lundh som Colonel Saddam Kamel al-Majid, Ranas make
- Akbar Kurtha som Kamel Hana Gegeo
- Jihed Mejrissi som Mohammad Barzan al-Tikriti
- Jacqueline King som April Glaspie, USA:s ambassadör i Irak 1988-1990